# کامو ۴۲۱۵
سیارک ۴۲۱۵ (به انگلیسی: 4215 Kamo، نامگذاری:1987VE1) چهار هزار و دویست و پانزدهمین سیارک کشف شده‌است که در ۱۴ نوامبر ۱۹۸۷ کشف شد.
قدر مطلق سیارک برابر ۱۲٫۴۰ است.